# Michel de Castelnau Mauvissière
Pour les articles homonymes, voir Castelnau.
Michel de Castelnau (1517 - 27 octobre 1592), seigneur de La Mauvissière, est un homme de guerre et un diplomate français du XVIe siècle. Il a successivement servi les rois de France François Ier, Henri II, François II, Charles IX, Henri III et enfin Henri IV.

## Enfance et adolescence
Michel de Castelnau est né à La Mauvissière, en Touraine vers 1517. Il est le second d'une fratrie de neuf enfants. Sa famille est de souche béarnaise, du comté de Bigorre. Il est le fils de Jean Castelnau, deuxième du nom, et Jeanne Dumesnil.
Enfant déjà, il possède une prodigieuse mémoire des paroles et de l'événement que le temps qui passe n'altère pas. C'est aussi un brillant orateur précis et concis. Enfin, il possède un jugement mesuré et juste. Ces aptitudes font de lui un témoin fiable et objectif de son époque. Ces qualités remarquables induisent ses parents à soigner son éducation et son instruction en lettres et en sciences, disciplines où il excelle.
Parallèlement à ces enseignements de l'esprit, il reçoit ceux des exercices physiques du maniement des armes et de l'équitation que se doivent de maîtriser tous nobles soldats. Ces savoirs vont être perfectionnés lors de ses nombreux voyages en Italie, à Milan, à Naples et à Rome puis à Chypre où il étudie la civilisation ottomane.
Une allée lui est dédiée dans sa paroisse natale.

## Carrière militaire
Vers 1547, au début du règne d'Henri II, il fait partie d'une compagnie de chevau-légers que commande le comte de Brissac, qui le remarque vite pour son courage et son intelligence. Il le recommande alors à François de Lorraine, grand prieur de l'ordre de Malte en France, qui le prend sous sa protection. De retour en France, Michel de Castelnau est présenté à la Cour par son protecteur qui, en 1557, était devenu général des galères royales de l'ordre. François de Lorraine propose tout naturellement à Castelnau de prendre le commandement de l'une d'elles, ce qu'il accepte de bon cœur, malgré le peu d'attrait qu'exerce à cette époque la marine royale sur les gentilshommes. Il profite de ce commandement pour rédiger quelques notes sur la modernisation de la marine de combat.
C'est donc à Malte, port d'attache de sa galère, qu'il apprend la désastreuse défaite que les Français subirent le 10 août 1557, lors de la bataille de Saint-Quentin contre les Espagnols. Avec des chevaliers qui lui sont proches, il constitue alors une petite flotte et met le cap sur l'Atlantique afin de combattre aux côtés des troupes françaises en lutte contre celles de Charles Quint. En 1558, François de Lorraine, qui mène alors les affaires en l'absence du duc de Guise son frère, lui confie la mission d'assurer la liaison entre le roi Henri II et le duc de Nevers qui se trouve à Laon avec les restes de l'armée royale, et qui parvient ainsi à neutraliser les effets du succès militaire espagnol. Lorsque l'année suivante, en 1559, s'ouvre la négociation des deux traités de Cateau-Cambrésis des 12 mars, 2 et 3 avril, Michel de Castelnau accompagne les négociateurs et assure la liaison entre les plénipotentiaires et le roi Henri II afin de prendre ses ordres.

## Carrière diplomatique
À la demande de Henri II, Michel de Castelnau quitte le métier des armes pour devenir ambassadeur et diplomate. Il est envoyé d'abord en Écosse auprès de la reine Marie de Guise, mère de Marie Stuart. Puis il rejoint l'Angleterre pour une ambassade auprès de la jeune reine Élisabeth Ire, dont il sut se faire écouter et apprécier au point de devenir son ami. Ainsi il obtient d'elle le renoncement à la capitulation de Calais.
Alors qu'il se trouve en ambassade en Allemagne auprès de plusieurs princes pour en faire des alliés, il apprend la mort du roi Henri II de France le 10 juillet 1559, des suites d'une grave blessure au visage lors d'un tournoi, qui eut lieu à Paris près de l'actuelle Place des Vosges en l'honneur du mariage de sa fille Élisabeth avec Philippe II d'Espagne. Délaissant la poursuite de sa mission aux Pays-Bas, il rentre précipitamment en France où les Guise qui contrôlent le jeune nouveau roi François II lui renouvellent leur confiance, et lui confient une mission auprès du duc de Savoie, qui passait pour être le meilleur soldat de l'époque. Après cela, il fut envoyé à Rome où il aida à l'élection du pape Pie IV.
De retour en France, les Guise, qui envisageaient une guerre contre la reine Élisabeth d'Angleterre, l'envoyèrent à Malte afin de faire passer les galères royales de la Méditerranée en Atlantique. Lorsqu'il arrive à Nantes avec la flotte, après un pénible voyage, il apprend que les Guise ont renoncé à leur projet de guerre. C'est dans cette même ville de Nantes qu'il apprend l'existence d'une conjuration qui sera appelée conjuration d'Amboise, formée par des gentilshommes protestants dans le but d'enlever le jeune roi François II et de le soustraire ainsi à l'influence des Guise. Il est alors chargé de suivre l'évolution de cette secrète rébellion contre la royauté qui sera impitoyablement réprimée par l'écartèlement de Jean du Barry et l'exécution par pendaison aux balcons du château d'Amboise ou noyades dans la Loire. Cette répression coûta la vie à près de 1 300 personnes.
Pour tous ses services, il obtient le titre de gouverneur de Saint-Dizier.
Le roi François II meurt le 5 décembre 1560 et son épouse Marie Stuart doit renoncer au titre de reine de France et retrouver son royaume d'Écosse. C'est Michel de Castelnau qui, en 1561, est chargé par Catherine de Médicis de l'accompagner lors de son voyage vers l'Écosse, et de rester près d'elle comme ambassadeur de France et conseiller. Cette mission l'amena souvent à jouer l'intermédiaire entre Marie Stuart la catholique et Élisabeth Tudor la protestante, dont les relations étaient pour le moins tendues.
Après son ambassade à la Cour d'Écosse, il est envoyé à celle d'Angleterre où il reste près d'un an.

## Pendant les guerres de religion

### De 1562 à 1563
Ce sont les premiers troubles de 1562, prémices aux guerres de religion, entre catholiques et huguenots qui poussent Michel de Castelnau à envisager son retour en France. Fait prisonnier par les huguenots que soutient l’Angleterre et qui demandent rançon, Michel de Castelnau est racheté par le roi Charles IX de France lui-même.
La première guerre éclate lorsque les protestants français livrent le Havre aux Anglais. Michel de Castelnau est alors chargé de rassembler les forces catholiques de Bretagne et de marcher sur le Havre. Ceci fait, sur la route, il est attaqué par le baron de la Colombière, fait prisonnier et conduit au Havre où sa notoriété auprès des gentilshommes anglais lui permet de jouir d’une certaine liberté dans les murs de la ville. Il va alors mettre à profit ses facultés d’observation des lieux et d’écoute des indiscrétions des soldats anglais, en les mémorisant fidèlement, en vue de les utiliser plus tard au profit de son roi.
Échangé, il rejoint l’armée catholique avec laquelle il prend part au siège de Rouen, puis à la bataille de Dreux. Le duc Henri de Guise lui confie le commandement d’un corps de lansquenets avec lequel, en se faisant passer pour l’avant-garde de l’armée catholique, il se fait ouvrir sans coup de feu les portes de la ville de Tancarville dont les magasins sont gorgés de vivres et de munitions. Les renseignements militaires et politiques qu’il avait mémorisés lors de sa captivité au Havre, ajoutés à la mise à disposition des vivres et armements gagnés à Tancarville, ne furent pas étrangers à la reprise du port du Havre. L’assassinat du duc de Guise à Saint-Mesmin, près d’Orléans, précipita la signature du traité de la Paix d'Amboise le 19 mars 1563.

### De 1563 à 1567
Après ces glorieux faits d’armes, Michel de Castelnau reprend son bâton de diplomate et part une nouvelle fois pour l’Angleterre, chargé par Catherine de Médicis de demander la main de la reine Élisabeth, qui est âgée de trente ans, pour le jeune roi de France Charles IX qui lui n’a que quatorze ans. Castelnau sait que cette demande est irréaliste, mais il sait aussi qu’Élisabeth d’Angleterre en sera très flattée et que, de par cette considération, il lui sera plus facile de négocier avec  la reine un rapprochement entre l’Angleterre et l’Écosse. Il échoue dans cette mission de rapprochement mais il parvient à atténuer les tensions, et à retarder ainsi les confrontations belliqueuses entre les deux royaumes.

### De 1567 à 1568
Les agitations que causent les affrontements entre protestants et catholiques le font revenir en France. De nouveau, la guerre se profile à l’horizon. Il est alors  envoyé en Allemagne et aux Pays-Bas pour y recruter des mercenaires lansquenets et cavaliers (reîtres), puis à Bruxelles pour connaître les intentions du nouveau gouverneur à porter secours à la France, dans le cas où la guerre civile se raviverait. C’est lors de cette ambassade, en août 1567, qu’il découvre un complot qui projette d’enlever le roi Charles et sa mère Catherine par les protestants du prince de Condé. Il alerte la cour de France, faisant ainsi, malgré les réticences ministérielles, échouer  cette conspiration le 28 septembre 1567. Ce complot est connu sous le nom de « surprise de Meaux » et sa répression nîmoise sous celui des « Michelade ». C’est à cette même date, et de par cet événement, qu’éclate la deuxième guerre de religion. Catherine de Médicis envoie alors Michel de Castelnau à Bruxelles, avec la mission d’obtenir des troupes de secours. Il revient en France avec deux mille cavaliers flamands qui traînent les pieds pour ne pas être engagés à la bataille de Saint-Denis le 10 novembre 1567». Peu de temps après, il est envoyé par la reine mère Catherine auprès de Jeanne III de Navarre aussi connue sous le nom de « Jeanne d'Albret », pour négocier le mariage de son fils Henri prince de Navarre (futur roi Henri IV) avec Marguerite de France sœur du roi, la célèbre « reine Margot ».
Devant la menace, pour les catholiques, de l’avancée de l’armée du duc Casimir, Castelnau part en Allemagne pour revenir avec une troupe de secours de six mille cavaliers, qui eux aussi arriveront après la signature de la paix de Longjumeau le 22 mars 1568 qui met fin à cette deuxième guerre de religion.

### De 1568 à 1570
En juillet de la même année, la guerre sévit pour la troisième fois et comme toujours, Michel de Castelnau en est, et c’est lui qui annonce au roi le succès de son frère le duc d’Anjou sur les troupes protestantes lors de la bataille de Jarnac à laquelle il a participé le 13 mars 1569, avant de retourner en découdre à la bataille de Moncontour le 30 octobre 1569. Ce conflit s’achève le 8 août 1570 par l’édit de paix de Saint-Germain-en-Laye.

### De 1572 à 1573
Michel de Castelnau se trouve en ambassade à Londres pour proposer à la reine Élisabeth d'Angleterre un mariage avec le duc d’Anjou, frère du roi, lorsque le massacre de la Saint-Barthélemy dans la nuit du 23 au 24 août 1572 déclenche la quatrième guerre de religion. Il rentre à Paris et informe la reine Catherine de Médicis du grand courroux  et de l’indignation que ce massacre a provoqué chez la reine d’Angleterre, avec le risque de voir une implication directe des troupes anglaises dans la guerre civile qui déchire le royaume de France. La reine Catherine connaît l’estime, voire l’amitié que porte la reine d’Angleterre à Michel de Castelnau, elle le renvoie donc à Londres avec la mission d’apaiser Élisabeth. Il y parvient en jouant encore de flatterie, en demandant à la reine d’être marraine de la première fille de Charles IX qui fut nommée Marie Élisabeth. Par contre, il échoue dans sa demande de libération de la reine d’Écosse Marie Stuart, qui depuis quatre ans est enfermée dans une geôle anglaise.
En 1573, Catherine de Médicis demande à Michel de Castelnau d’accompagner son fils le duc d’Anjou en Pologne dont il doit occuper le trône. Durant le voyage, le duc d’Anjou (futur Henri III de France) convainc Michel de Castelnau de retourner en France et de servir sa cause, en étant ses yeux et ses oreilles à la cour de France.

### De 1574 à 1576
Lorsque Charles IX meurt le 30 mai 1574, c’est Michel de Castelnau, sur les ordres de Catherine de Médicis, qui recrute six mille cavaliers afin de protéger la légitimité du duc d’Anjou au trône de France. 
L’avènement du roi catholique Henri III de France, le 13 février 1575, cause une forte agitation chez les protestants et à la cour d’Angleterre.
Michel de Castelnau Mauvissière épouse le 26 juin 1575 Marie Bochetel, dame de Breuilhamenon des terres de Plou, fille de Jacques Bochetel et de Marie de Morogues.
Cette même année, le roi Henri III, qui connaît ses qualités, nomme Michel de Castelnau ambassadeur permanent de la France auprès de la reine Élisabeth d’Angleterre.

### De 1576 à 1585
Michel de Castelnau occupera le poste d’ambassadeur de France auprès d’Élisabeth d’Angleterre pendant dix ans, jusqu’en 1585. Ses talents reconnus et la confiance que lui accordait la reine Élisabeth permirent de déjouer toutes les intrigues d'alliance que pouvaient élaborer les protestants français lors des sixième et septième guerres de religion, soit de 1576 à 1580. Son désespoir fut celui de ne pas avoir pu influer sur le sort tragique que cette même reine d’Angleterre destinait à Marie Stuart, reine d’Écosse (elle fut exécutée le 8 février 1587), avec laquelle il avait maintenu une correspondance secrète entre les années 1578-1584.
Michel de Castelnau revient en France en 1585 alors qu’éclatait la huitième guerre de religion. Il est presque ruiné, ses traitements et frais ne lui ont été que sporadiquement versés, et sa subsistance ne dépend bien souvent que de ses avoirs personnels.

### De 1585 à 1598
À son retour en France, Michel de Castelnau prend alors le parti du roi Henri III contre la Ligue, se mettant à dos la maison de Guise, ses anciens protecteurs. Ces derniers lui retirent sa charge de gouverneur de Saint-Dizier et les revenus des terres qui lui sont attachées. Sa seigneurie de Beaumont le Roger est ravagée et pillée par les ligueurs; seul lui reste son domaine de Joinville.
Le roi Henri III de France est assassiné par Jacques Clément le 2 août 1589, mais avant de mourir, il désigne comme son successeur son beau-frère et cousin Henri de Navarre.  Michel de Castelnau est appelé auprès du nouveau roi Henri IV de France qui le tient en grande considération. Celui-ci lui confie alors une succession de missions importantes et souvent périlleuses, en lui faisant la promesse de lui restituer ses titres et biens perdus dès que la Ligue sera soumise. Le roi lui permet, en 1592, de se retirer de la diplomatie et de son service afin d’aller vivre et se reposer en son château et sur ses terres de Joinville. Il y meurt le 27 octobre 1592 à l’âge de 74 ans.

## Conclusion
Michel de Castelnau était un homme qui servit six rois de France, de 1547 à 1592. Il a influé sur bon nombre de situations importantes de l’histoire de la France, de d’Angleterre et de l’Écosse. Jamais son nom n'apparaît en pleine lumière dans les événements relatés sur cette période. C’était donc un homme qui permettait aux princes et aux rois de s’attribuer des succès politiques qui ne pouvaient que les grandir. Ses mémoires, qu'il destinait à son fils Jacques de Castelnau de La Mauvissière (père de Jacques de Castelnau-Bochetel, seigneur de Breuilhamenon des terres de Plou), relatent les faits les plus importants de cette époque troublée des guerres de religion. Les récits contenus dans ses mémoires sont précis et modérés et rendent compte de façon objective d’événements vécus de l’intérieur dans l’ombre de la magnificence des grands.

## Œuvres
- « Mémoires de messire de Michel de Castelnau, seigneur de Mauvissière et de Concressaut, baron de Joinville, Comte de Beaumont le Roger, Chevalier de l’ordre du Roy, Conseiller en ses conseils, capitaine de cinquante hommes d’armes et de ses ordonnances, gouverneur de la ville de Sainct Dizier, et ambassadeur de sa Majesté en Angleterre ». Parues pour la première fois en 1621 en un volume in-quarto à Paris chez Claude Chappelet et Samuel Thiboust. Éditées par son fils Jacques de Castelnau de Bochetel seigneur de Breuilhamenon des terres de Plou, en 1659. La dernière édition sous le titre « Mémoires de messire Michel de Castelnau, seigneur de Mauvissière et de Concressaut, baron de Joinville, comte de Beaumont le Roger, Chevalier de l’ordre du Roy. 1520–1592 ». Éditions Foucault, Paris, 1823, 504 pages.